# Nictibi del Carib
El nictibi del Carib (Nyctibius jamaicensis) és una espècie d'ocell neotropical del gènere Nyctibius de la família Nyctibiidae. Existeixen cinc subespècies que s'estenen per Amèrica Central des de Costa Rica a Mèxic, i en les Antilles a Jamaica i L'Espanyola.